# 순천 양벽정 일원
순천 양벽정 일원은 대한민국 전라남도 순천시 주암면 궁각리에 있다. 2014년 1월 14일 순천시 (전라남도)의 향토유적 제6호로 지정되었다.

## 개요
1545년(명종 즉위) 을사사화를 피해 삼탄 조대춘(趙大春)이 벼슬을 버리고 낙향하여 광천(廣川) 강변에 지은 정자이다.